# Raffinerie de Port Arthur Motiva
La raffinerie de Port Arthur Motiva est la plus importante raffinerie de pétrole des États-Unis depuis son extension en 2012. Elle est située au Texas, dans la ville de Port Arthur.
Depuis son élargissement, sa capacité de raffinage est passée de 275 000 barils par jour à 600 000 barils par jour.

## Historique
La raffinerie a été construite en 1902 par The Texas Company, plus tard renommée Texaco. Sa construction fit suite à la découverte du champ pétrolier de Spindletop en 1901, au sud de Beaumont.

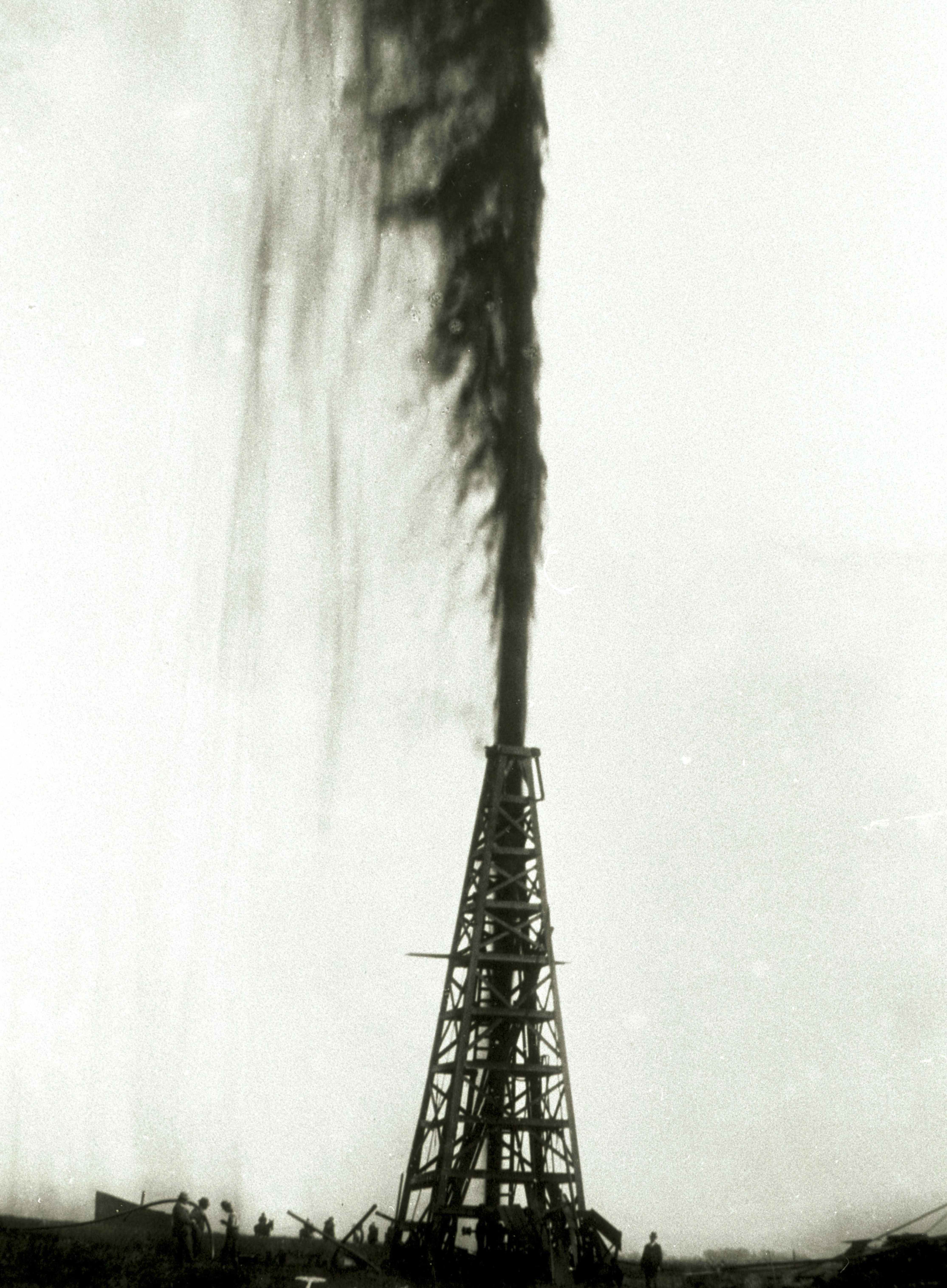
Puits de pétrole, Sud de Beaumont, Texas (1901).

La raffinerie a subi différent travaux d'agrandissement, pour atteindre dans les années 1970 une capacité de traitement de 405 000 barils par jour. Cependant, la demande se stabilisant dans les années 1970-80, cela entraîna une surcapacité de production au sein du secteur pétrolier, rendant sa restructuration nécessaire. Il fut envisagé de fermer la raffinerie de Port Arthur, qui resta finalement ouverte après la fermeture de nombreuses unités de production et le licenciement de salariés.
En 1989, Saudi Refining, Inc. (une filiale de Saudi Aramco) achèta 50 % de la raffinerie à Texaco, formant une coentreprise du nom de Star Enterprise. La coentreprise Motiva Enterprises actuelle a été formée en 1998, entre Star Enterprise et Shell. En 2002, à la suite de la fusion de Texaco avec Chevron, ses parts dans la coentreprise furent rachetées par Shell. Aujourd'hui la raffinerie est détenue à 50 % par Shell et 50 % par Saudi Refining.